# 木村政信
木村 政信（きむら まさのぶ、1960年1月23日 - ）は大阪府出身の元プロゴルファー。

## 来歴
日本大学2年次の1980年に日本学生で優勝し、ゆったりしたリズムのスイングから打ち出されるボールコントロールに定評があり、久しぶりに出現した大器と期待される。
1983年のプロテストに合格し、プロ入り後は、指導者としても評価の高いグランドスラマーの島田幸作に師事して腕を磨く。　　
1986年の日経カップ 中村寅吉メモリアルで誤球失格を自己申告して話題になるが、1987年に中村通・山本善隆らを抑えて関西オープンで初優勝し、その後もステディゴルフの味わいのあるプレーぶりで活躍。
1988年には平石武則とペアを組んだアコムダブルスでダグ・テウェル&ボブ・ギルダー（アメリカ）ペアの2位に入った。
1991年にはテーラーメイドKSBオープンで芹澤信雄・杉原輝雄を抑えて優勝し、1996年にはデザントクラシック マンシングウェアカップを優勝しているが、2000年からは両大会は統合されたため、統合前の両大会を制したのは金子柱憲（1992年, 1999年）と木村の二人だけである。
1996年の東海クラシックでは連日2位をキープし、通算6アンダーで単独トップに躍り出ると、最終日は2位以下の追撃を1打差で交わし、通算8アンダーでツアー4勝目を挙げた。
2005年のウッドワンオープンを最後にレギュラーツアー、2008年のサンロイヤルGCカップを最後にチャレンジツアーから引退。

## 主な優勝
- 1987年 - 関西オープン
- 1991年 - テーラーメイドKSBオープン
- 1992年 - 関西オープン
- 1996年 - デザントクラシック マンシングウェアカップ、岐阜オープン、東海クラシック